# Tonolec
Tonolec es un dúo musical argentino de la ciudad de Resistencia, provincia de Chaco, integrado por la cantante y periodista formoseña Charo Bogarín y por el multinstrumentista y productor musical chaqueño Diego Pérez.

## Carrera
El proyecto musical inició en 2005 cuando la cantante Charo Bogarín conoció al multinstrumentista y productor musical Diego Perez. Su estilo se caracteriza por la fusión de la música folclórica, música latina y música electrónica con el canto étnico de la etnia qom (toba) y guaraní.
El 25 de mayo de 2014 formaron parte de los festejos por el aniversario de la Revolución de Mayo, en el marco del espectáculo Somos Cultura del Ministerio de Cultura de la Nación.
Los dos artistas decidieron dedicarse durante los últimos tres años a investigar la cultura toba desde adentro, intercambiando experiencias musicales con las comunidades tobas originarias del norte argentino y trabajando en la mixtura de los cantos populares tobas con la electrónica. Parte de su trabajo se basó en las rondas de canto y de baile del coro de mujeres y hombres tobas "Chelaalapí" (bandada de zorzales), que viven en Resistencia y los recibieron.
Las canciones tradicionales que aprendieron les fueron transmitidas oralmente por los ancianos de esa comunidad, más allá de todo el material histórico que lograron recopilar. También realizaron experiencias junto a la comunidad toba de Derqui, provincia de Buenos Aires, y de allí nació Tonolec. Ambos son autores y plasman en su obra canciones propias en lengua castellana y en lengua toba, con el aditivo de versiones de cantos tradicionales de la etnia qom.
En 2017 realizaron una gira musical en China.

## Discografía
- 2005: Tonolec
- 2008: Plegaria del árbol negro
- 2010: Folk - Los pasos labrados
- 2011: Tonolec acústico (DVD).
- 2014: Cantos de la tierra sin mal
- 2015: Tonolec: Cancionero (anexado al libro La Celebración: Cancionero 2005-2015)
- 2017: Mitai
- 2025: Crudo